# Édition 2015 du Scripps National Spelling Bee

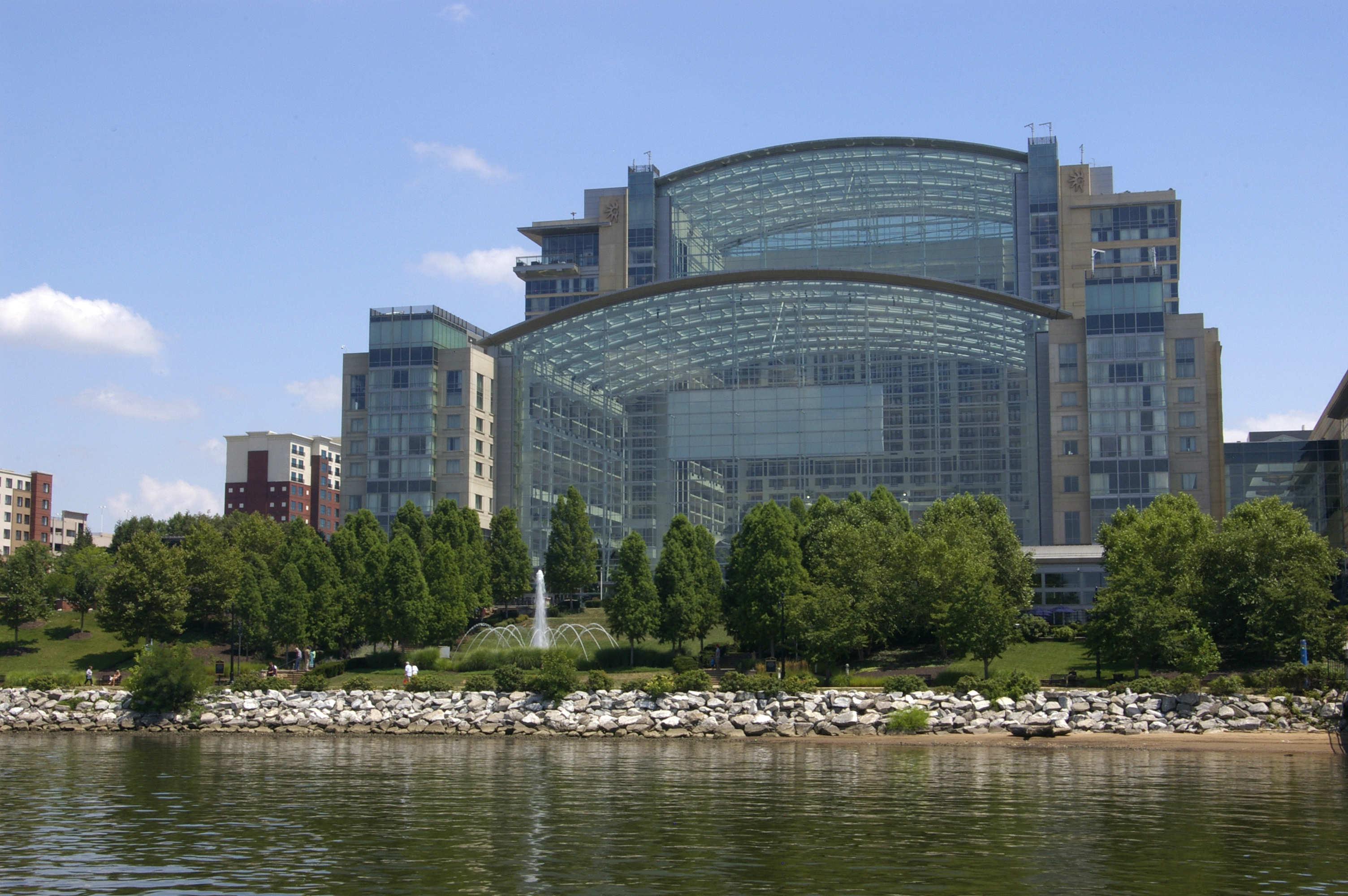
Gaylord National Resort, National Harbor, MD, USA

L'édition 2015 de la Scripps National Spelling Bee s'est déroulée du mardi 26 mai 2015 au jeudi 28 mai 2015 dans le Gaylord National Resort and Convention Center à National Harbor, une localité CDP du Maryland (Washington). Il s'agissait de la 88e édition de cette compétition. 

## Statistiques
La compétition a réuni 285 élèves issus de 50 États des États-Unis, des Samoa américaines, du Guam, de Puerto Rico, des U.S. Virgin Islands, des écoles du département de la Défense en Europe, des Bahamas, du Canada, de Chine, du Ghana, de la Jamaïque, du Japon et de Corée du Sud.
Les participants étaient âgés de 9 à 15 ans, dont 80 % étaient âgés de 12 à 14 ans. Le plus jeune participant, Cameron Keith, originaire de Longmont au Colorado, était âgé de 9 ans depuis le mois de mars.

## Finale
Pour la seconde année consécutive, la finale s'est clôturée par la désignation de deux champions ex aequo :
- Vanya Shivashankar, 13 ans, originaire du Kansas et sponsorisée par The Olathe News de Hays, a terminé en épelant le mot scherenschnitte.
- Gokul Venkatachalam, 14 ans, originaire du Missouri et sponsorisé par "St. Louis Post-Dispatch," de  Saint-Louis, a terminé en épelant le mot nunatak.

## Ex aequo
Dans le film Les Mots d'Akeelah (Akeelah and the Bee) la compétition se clôture par un ex aequo. En réalité, la compétition s'est terminée à cinq reprises sur des ex aequo : 1950, 1957, 1962, 2014 et 2015.

## Déroulement des épreuves
La compétition s'est déroulée en 12 tours. 
- 1er tour : un test préliminaire figurait au 1er tour. Il était composé de 12 mots à épeler et de 12 mots dont il fallait donner la définition[4].
- 2e et 3e tours : les second et troisième tours consistaient en l'épellation d'un mot.
- 4e tour : le quatrième tour était un test de demi-finale composé, comme pour le premier test, de 12 mots à épeler et de 12 mots dont il fallait donner la définition[5].
- du 5e au 19e tour se sont enchaînés des éliminatoires d'épellation de mots.
- 20e tour : deux candidats restaient en lice au 20e tour et ont réussi l'épellation correcte de leur dernier mot.

## Varia
- Exemples de mots proposés vers la fin de la compétition : etymology, cryptoporticus, diamanté, Glaswegian, morphallaxis, rollmops, symblepharon, scacchite, myrmotherine, sprachgefühl, pipsissewa...
- Kavya, la sœur de Vanya, a remporté l'épreuve en 2009.
- Vanya a précédemment participé à quatre reprises à la compétition : en 2010, en 2012 (10e ex aequo), 2013 (5e ex aequo) et en 2014 (13e ex aequo).
- Gokul a précédemment participé à trois reprises à la compétition : en 2012 (10e ex aequo), en 2013 (19e ex aequo) et en 2014 (3e).

## Liste des mots de la finale
- bouillabaisse
- cerastes
- haček
- cytopoiesis
- crannog
- bacchius
- cocozelle
- samadhi
- Albumblatt
- billiken
- Hippocrene
- backfisch
- poikilitic
- gnathostome
- población
- commissurotomy
- réclame
- tartarean
- oflag
- bayadere
- iridocyclitis
- Canossa
- tortillon
- minhag
- cibarial
- zygoneure
- acritarch
- bouquetière
- caudillismo
- thamakau
- scytale
- tantième
- cypseline
- urgrund
- filicite
- myrmotherine
- sprachgefühl
- zimocca
- nixtamal
- hippocrepiform
- paroemiology
- scacchite
- pipsissewa
- Bruxellois
- pyrrhuloxia
- scherenschnitte
- nunatak

## Référence
- (en) Cet article est partiellement ou en totalité issu de l’article de Wikipédia en anglais intitulé « 88th_Scripps_National_Spelling_Bee » (voir la liste des auteurs).